# Meesterwortel
De meesterwortel (Peucedanum ostruthium, syn.: Imperatoria ostruthium) is een overblijvende plant, die behoort tot de schermbloemenfamilie (Apiaceae). De plant komt van nature voor in Zuid- en Midden-Europa en is ingeburgerd in Wallonië. De meesterwortel verspreidt een sterke geur, die naar wortel en selderij ruikt. Het aantal chromosomen is 2n = 22.
De plant wordt 40-100 cm hoog en heeft een dikke, spoelvormige, bruine wortel met melkachtig sap. De plant vormt ondergrondse uitlopers. De rechtopstaande, afgeronde, holle stengel is gegroefd. De stengel is alleen onder de bloemscherm behaard. De groene bladeren zijn kaal of aan de onderkant van de bladeren, vooral op de bladnerven, borstelig donzig behaard en aan de rand borstelige gewimperd. Het blad is 10-30 cm lang en tot 34 cm breed. De onderstebladeren zijn vaak dubbel drietallig. De blaadjes van de eerste orde zijn gesteeld en (bijna tot de bladsteel) in drie delen gespleten. De bladslippen zijn elliptisch tot lancetvormig, puntig en 5-10 cm lang en 2-7 cm breed. De bladrand is ongelijk dubbelgezaagd met een grove stekel op de tanden. De bovenste bladeren zijn meestal slechts driedelig en hebben sterk opgeblazen, bijna vliezige steunblaadjes.
De meesterwortel bloeit vanaf juni tot in augustus. De bloeiwijze is een plat samengesteld scherm met 20-40 stralen. De stralen zijn dun, hoekig, ongelijk van lengte en aan de binnenkant fijn ruw behaard. De schermpjes hebben veel witte of roodachtige bloemen. De bloemstelen zijn zeer dun, bijna glad en aanzienlijk langer dan de vruchten. Omwindselbladen ontbreken of zijn soms heelbladig. De weinige omwindselblaadjes zijn borstelig, kruidachtig en bijna glad. De kroonbladen zijn wit of roodachtig, 1-1,5 mm lang en 0,75-1 mm breed. Ze zijn bijna glad, breed omgekeerd eirond en iets genageld aan de basis. De top is uitgerand en teruggeslagen (Lobulum inflexum). De kelkbladen ontbreken. Er zijn vijf meeldraden, die tijdens het knopstadium gekromd zijn en twee stijlen en twee vruchtbladen. Aan de voet van de stijlen zit een schijf- of kegelvormig nectarkussentje (stylopodium).
De bloemformule is:
{\displaystyle \star K_{0}\;C_{5}\;A_{5}\;G_{\overline {(2)}}}
De vrucht is een tweedelige, bijna bolvormige, 3,5-6 mm grote, sterk afgeplatte, witgele splitvrucht met brede, bruine vleugels.

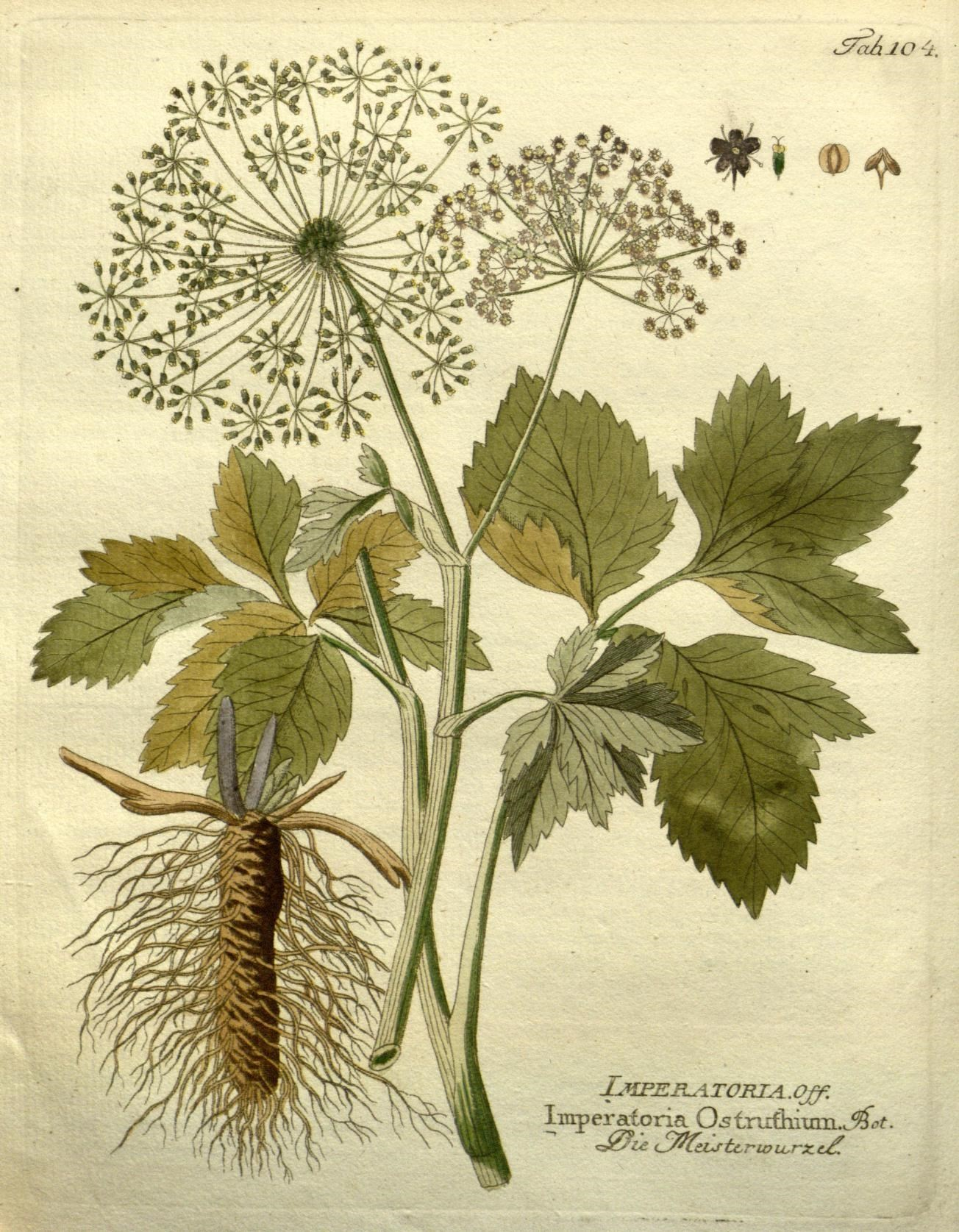
Illustratie
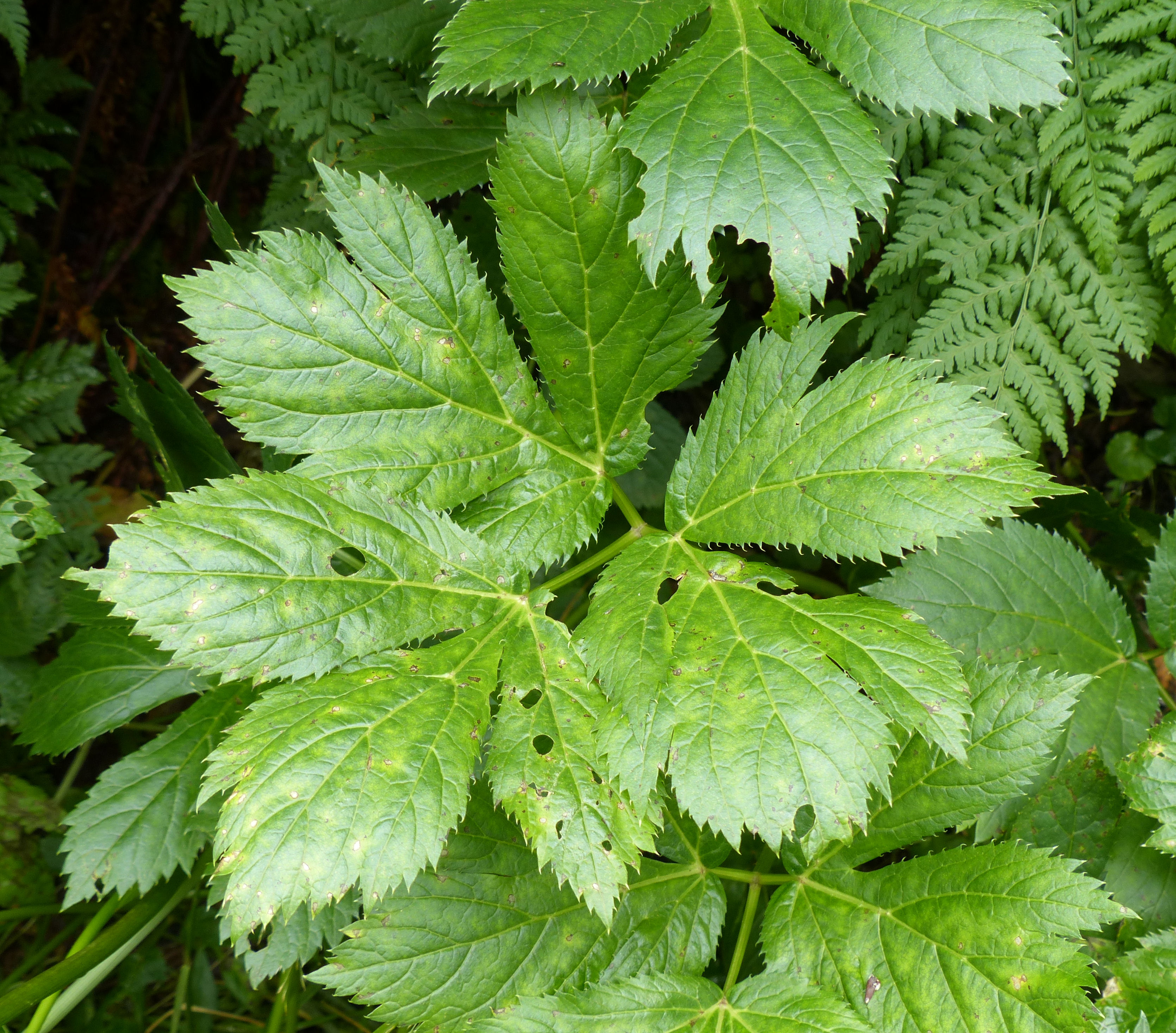
Blad
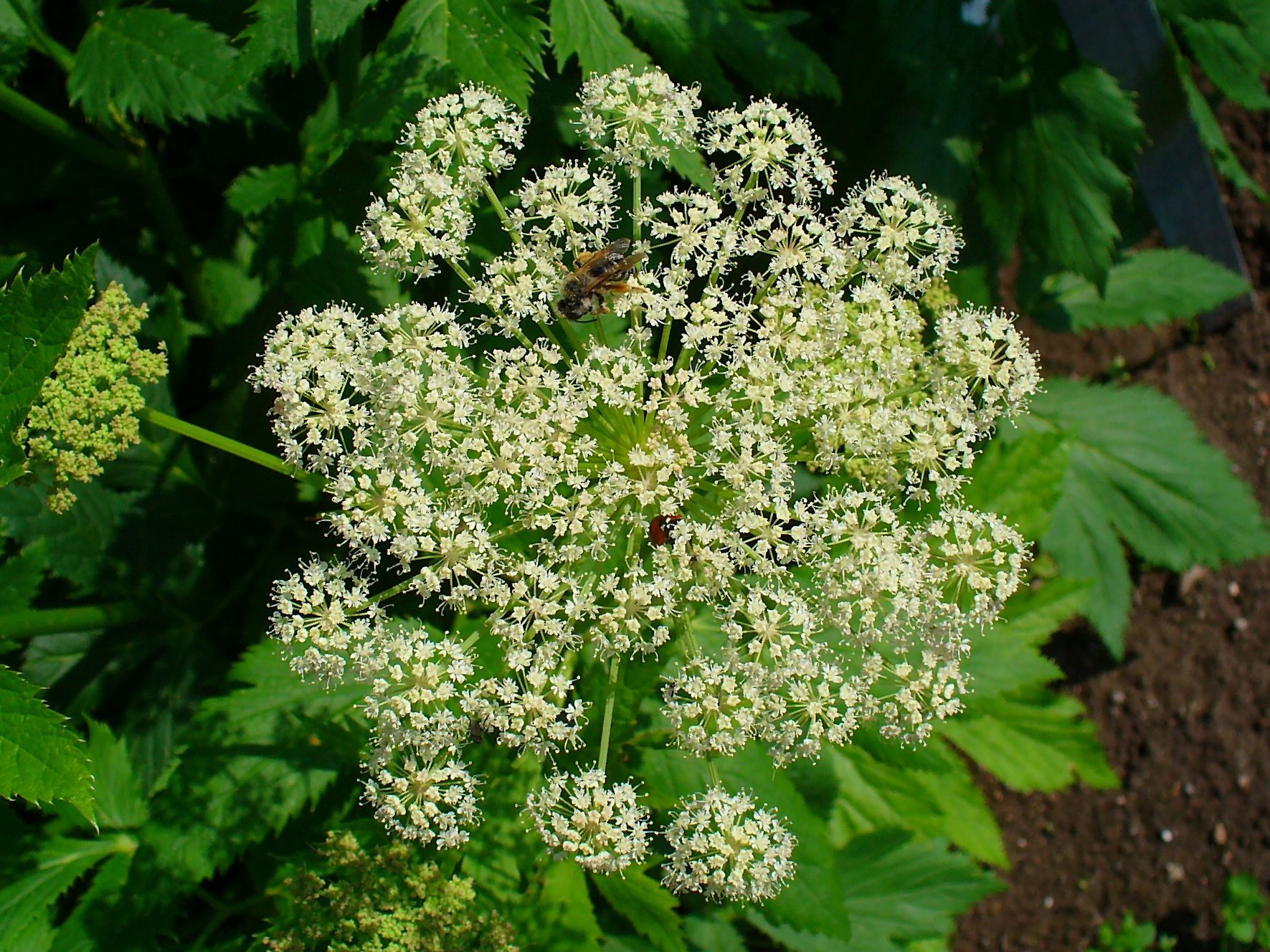
Bloeiwijze
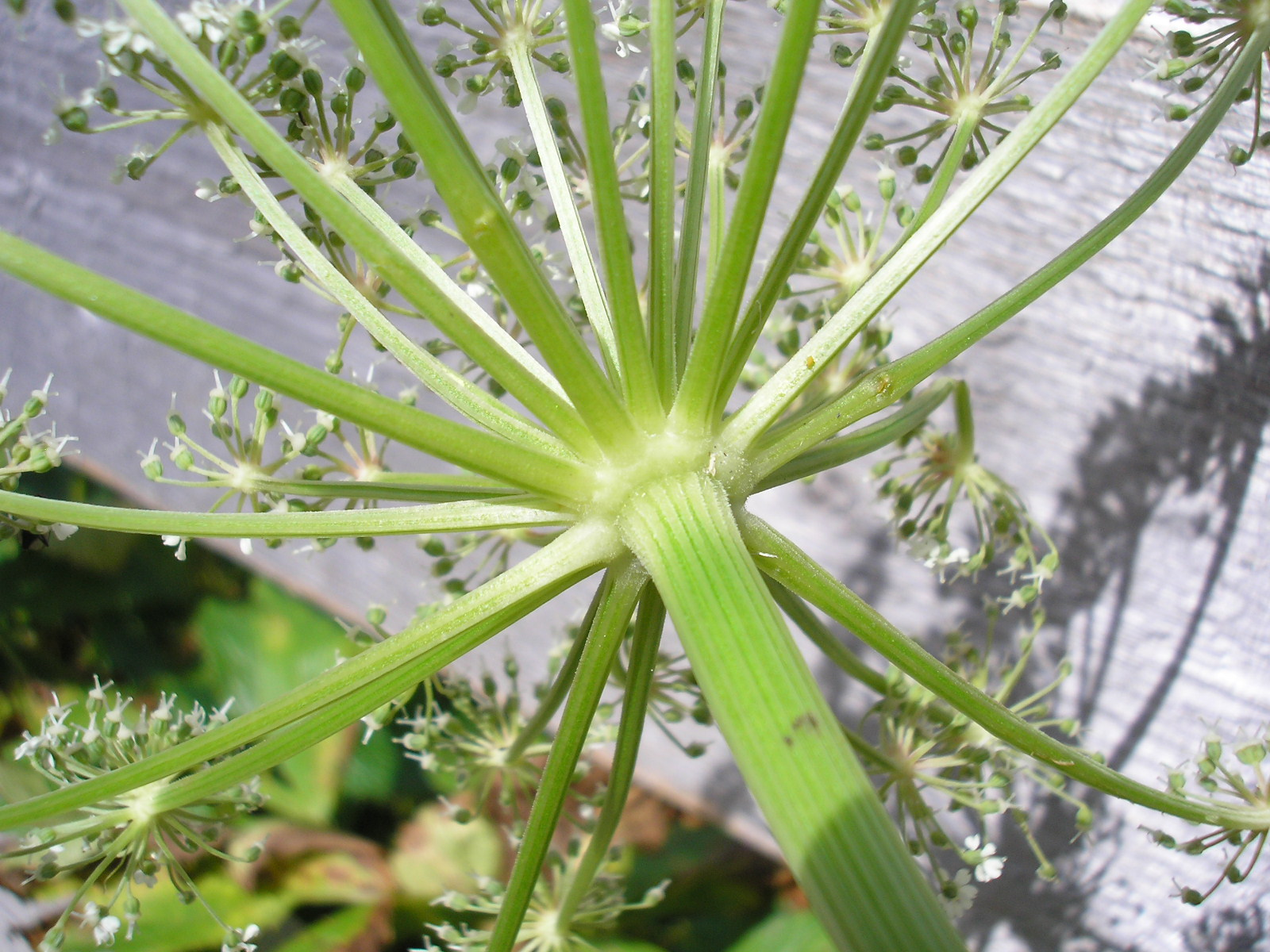
Bloeiwijze
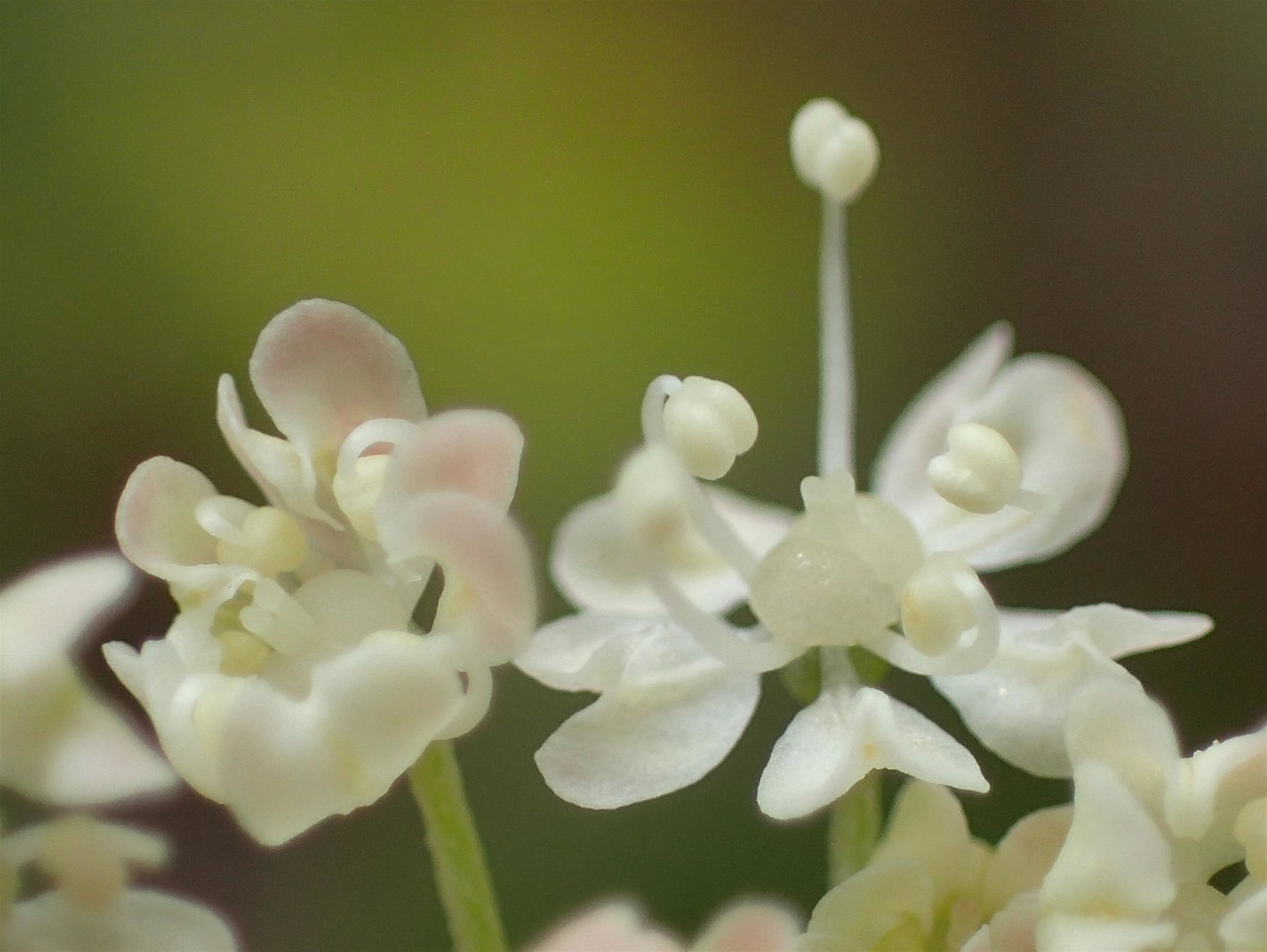
Bloem
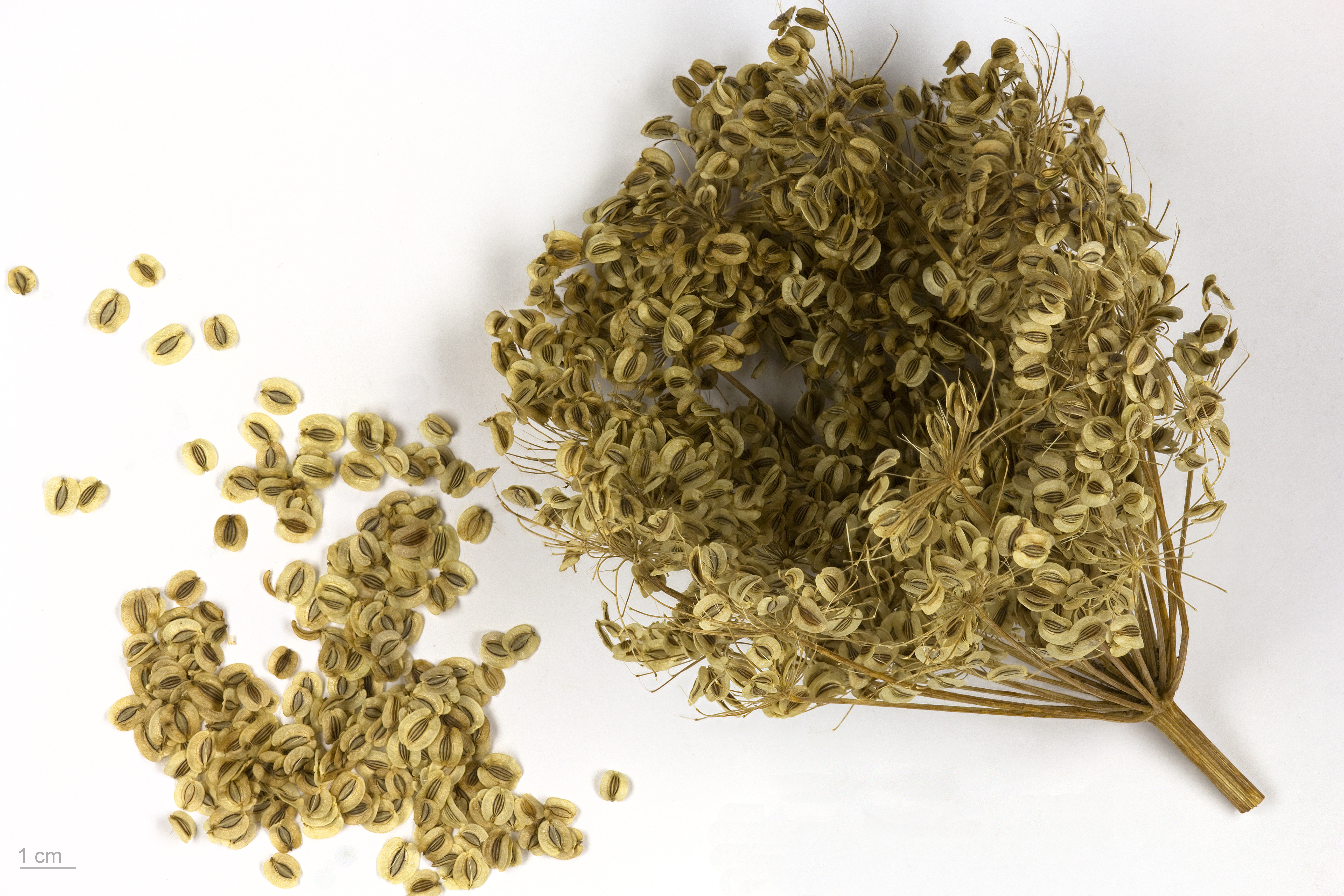
vruchten

De meesterwortel komt voor op zonnige tot licht beschaduwde plaatsen op vochtige, voedselrijke grond langs heggen, bermen en bergweiden.

## Variëteit

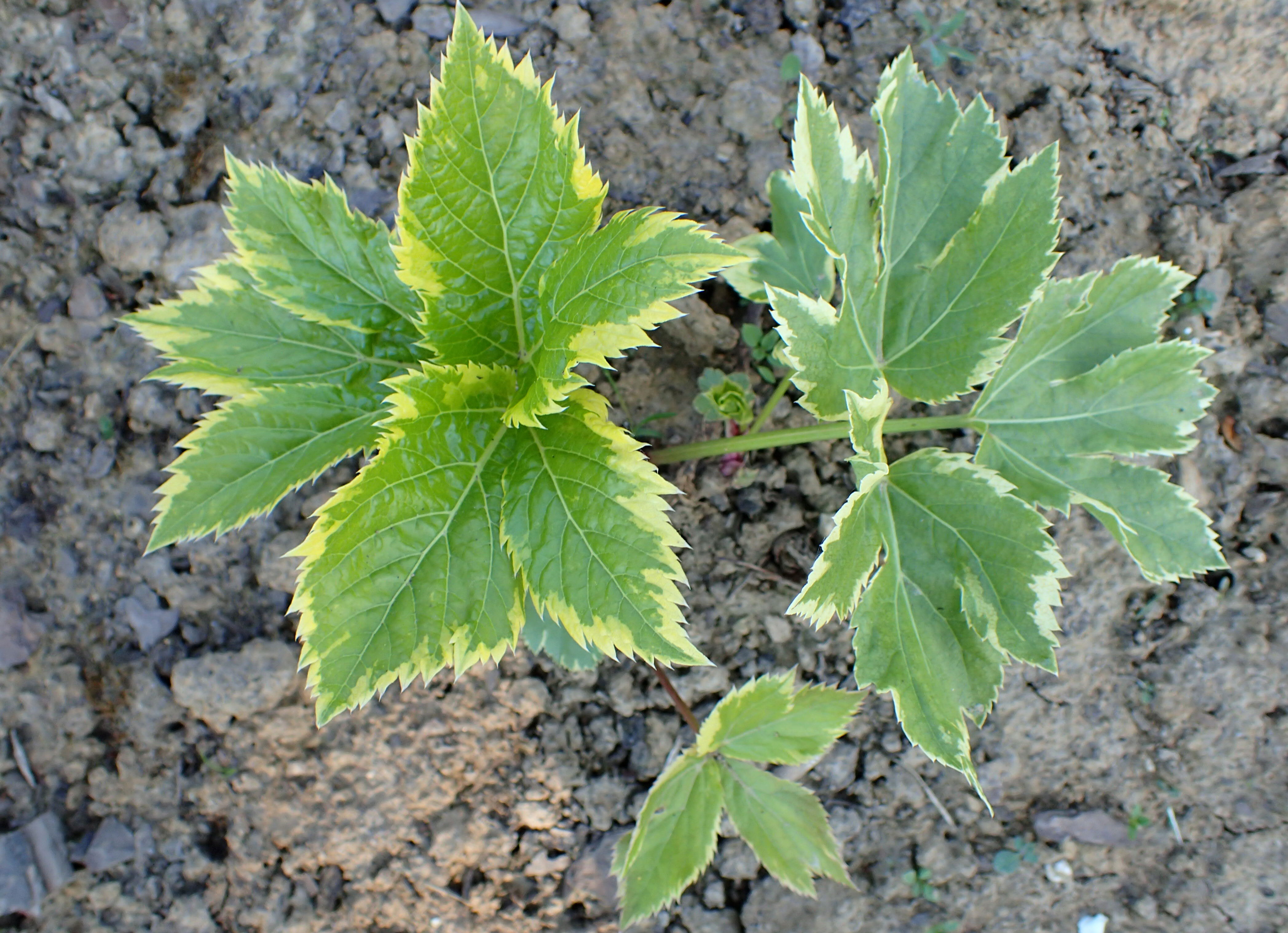
Peucedanum ostruthium 'Variegatum'